# Montefalco bianco
Il Montefalco bianco è un vino DOC la cui produzione è consentita nella provincia di Perugia e la cui denominazione è stata riconosciuta il 30 ottobre 1979. La zona autorizzata alla produzione del vino a denominazione di origine controllata "Montefalco" abbraccia l’intero territorio comunale che le dà il nome (Montefalco) e parte di Bevagna, Giano dell’Umbria, Gualdo Cattaneo, Castel Ritaldi; tutti in provincia di Perugia, al centro dell’Umbria. Si tratta di un areale produttivo molto piccolo, con terreni che digradano dolcemente lungo profili collinari presidiati da antichi borghi medievali.
Vino bianco di carattere e personalità, è caratterizzato dalla profondità espressiva del Trebbiano Spoletino, uva bianca della più intima tradizione locale (dal 50% minimo al 100%). Accattivante, aromaticamente complesso, di buona struttura e dinamismo, è un vino che può essere apprezzato giovane ma anche capace di evolvere positivamente in bottiglia. 

## Caratteristiche organolettiche
- colore: giallo paglierino, talvolta con riflessi verdolini.
- odore: fruttato, caratteristico.
- sapore: secco, sapido, fruttato, caratteristico, armonico, talvolta con retrogusto lievemente amarognolo.
- TEMPERATURA DI SERVIZIO: 10 °C

## Abbinamenti consigliati
Antipasti, zuppe, risotti, pesci e carni bianche, carpacci, prosciutti, salumi, sushi.

## Produzione
Provincia, stagione, volume in ettolitri
- Perugia  (1993/94)  81,36
- Perugia  (1994/95)  403,2
- Perugia  (1995/96)  488,16
- Perugia  (1996/97)  448,42

## Fonti
Consorzio Tutela Vini Montefalco (www.consorziomontefalco.it) 